# Турецко-персидская война (1743—1746)
Турецко-персидская война 1743—1746 годов — боевые действия между Османской империей и силами Надир-шаха.

## Предыстория
Когда в 1736 году Надир-хан объявил себя шахом Ирана, то он предложил, чтобы шиизм Двенадцати, принятый около 1500 года как религия государства Сефевидов, теперь считался бы пятым направлением суннитского ислама, но Османская империя (чей султан являлся халифом всех мусульман) отклонила это предложение.
В 1740 году, вернувшись из заграничных походов, Надир-шах повторил своё предложение о реорганизации религиозной системы, но оно опять было отвергнуто турками. Будучи опьянённым своими военными успехами и желая создать крупную империю, Надир-шах начал войну с османами.

## Ход событий
Надир-шах начал боевые действия на Кавказе, а затем двинулся в Ирак, и осадил Мосул, который османские войска удержали с большим трудом. В 1745 году Надир-шах двинулся маршем на Ереван, и наголову разбил османов при Карсе.

## Итоги и последствия
Военные авантюры Надир-шаха привели к росту налогов в Иране и народным восстаниям, а его мнительность и подозрительность вызвала конфликты с кочевой знатью, в результате чего Надир-шаху пришлось переключиться на внутренние конфликты. Османская империя понесла значительные потери в недавней войне с Россией, в ней также были велики угрозы мятежей. Поэтому в 1746 году был заключён Керденский мир, восстановивший довоенное статус-кво.